# Pagpag

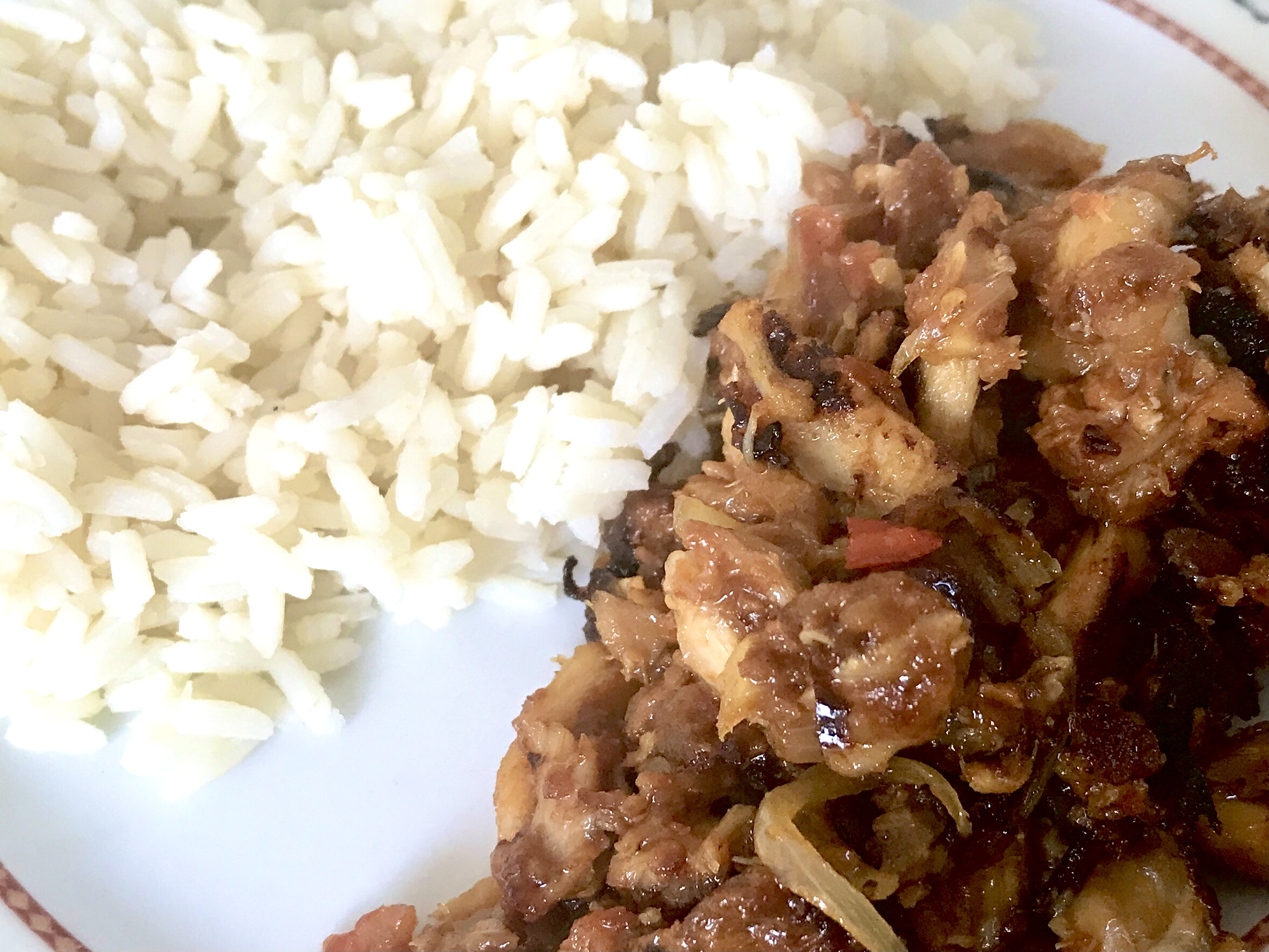
Pagpag der höchsten Preisklasse mit Reis

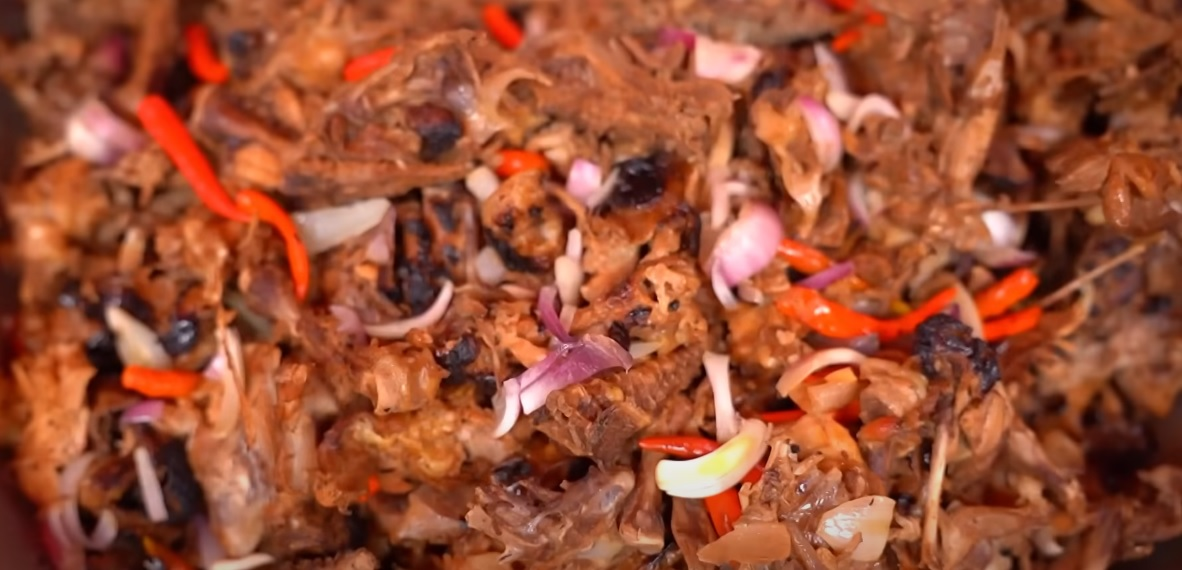
Pagpag aus Speiseresten mit Gewürzen

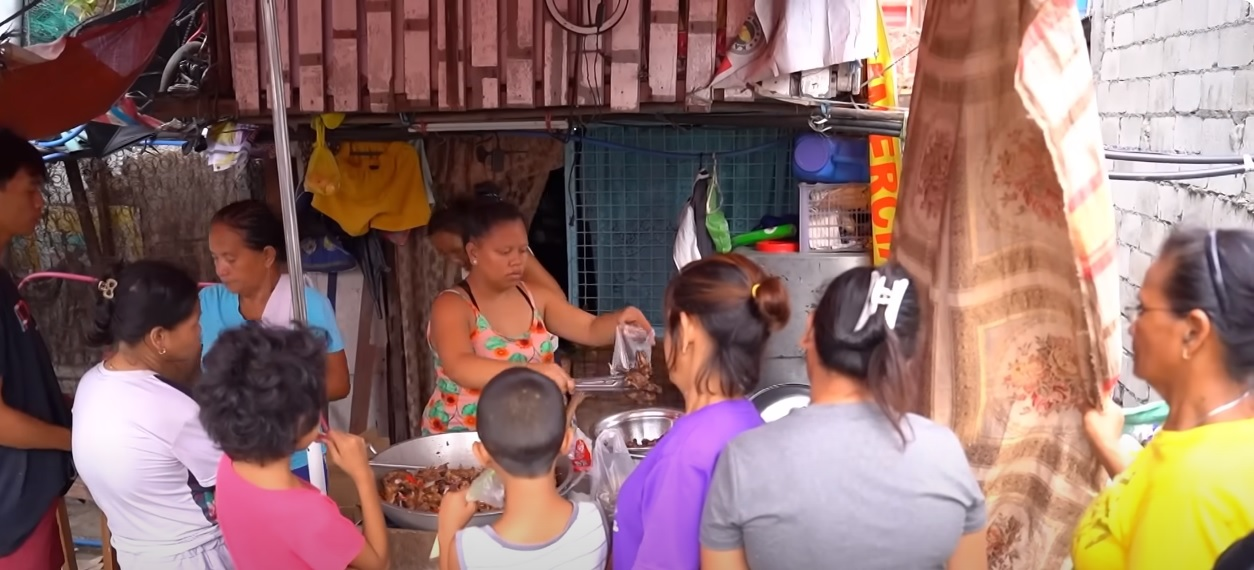
Verkaufsstand für Pagpag in einem Armenviertel in Manila

Pagpag bezeichnet auf Tagalog die Essensreste, die Müllsucher aus Containern von Restaurants und auf den Mülldeponien der philippinischen Metropolen sammeln und weiterverwerten. Die Speisereste werden gewaschen und mechanisch gereinigt, durch Kochen, Braten, Würzen etc. aufbereitet und selbst verzehrt oder an Garküchen gewerblich weiterverkauft.

## Verwendung
Pagpag dient als kostenlose oder zumindest billige (pro Portion kostet Pagpag etwa 0,50 €) Ernährungsmöglichkeit, die tägliche Lebensgrundlage tausender Personen, die von extremer Armut betroffen sind, und bietet mit seinem Angebot von anderweitig unerschwinglichem Fleisch eine Proteinquelle für sie.

### Verbreitung
Pagpag wird überwiegend in den Slums der Philippinen verzehrt. Hier besonders in der Ortschaft Happyland, welche in der Hauptstadt Manila liegt.

## Zubereitung
Pagpag wird aus Essensresten (Überwiegend Hühnerfleisch der philippinischen Fast-Food-Kette Jollibee) zubereitet. Dieses Fleisch wird zunächst gesammelt und gewaschen. Anschließend wird es mit Knoblauch und Essig angebraten, um Bakterien abzutöten. In Kombination dazu ist das Fleisch oft stark mit Chili gewürzt, was eine zusätzliche Abtötung der Bakterien bewirkt.
Pagpag wird durch verschiedene Würzmischungen in jeglichen Variationen angeboten. Es wird meist mit Reis verzehrt.

## Risiken
Fachleute bewerten diese Ernährungsweise als unsicher wegen der Herkunft und der hygienischen Umstände bei der Weiterverarbeitung. Durch Kolibakterien, Staphylococcus aureus und Salmonellen können Übelkeit, Erbrechen, Dehydration und gegebenenfalls schwerwiegende Folgen auftreten.